# Ocampo (Coahuila)
Ocampo es una localidad del estado mexicano de Coahuila. Es la cabecera del municipio de Ocampo.

## Toponimia
El nombre de la localidad rinde homenaje a Melchor Ocampo, pensador liberal mexicano del siglo XIX.

## Demografía
| Gráfica de evolución demográfica |
|                                  |

| Censo | Población |
| ----- | --------- |
| 1900  | 930       |
| 1910  | 1 323     |
| 1921  | 1 446     |
| 1930  | 1 034     |
| 1940  | 1 217     |
| 1950  | 1 298     |
| 1960  | 1 247     |
| 1970  | 1 613     |
| 1980  | 2 479     |
| 1990  | 2 570     |
| 2000  | 2 807     |
| 2010  | 3 679     |
| 2020  | 3 651     |